# 264 a. C.
El año 264 a. C. fue un año del calendario romano prejuliano. En el Imperio romano se conocía como el año 490 ab urbe condita.

## Acontecimientos
- Comienza la primera guerra púnica entre Roma y Cartago a causa de la rebelión de Mesina.
- Consulados de Apio Claudio Cáudex y Marco Fulvio Flaco en la Antigua Roma.[1]
- En el foro Boario, en honor de Junio Bruto Pera, se celebra el primer munus gladiatorium.
- Roma y Cartago se enfrentan en Sicilia, dando lugar a la primera guerra púnica. El conflicto duró hasta 241 y concluyó con la victoria de Roma sobre los cartagineses comandados por Amílcar Barca, a pesar de haber obtenido este importantes victorias.[2]

## Fallecimientos
- Zenón de Citio.